# Алтамонт Спрингс (Флорида)
Алтамонт Спрингс (енгл. Altamonte Springs) град је у америчкој савезној држави Флорида. По попису становништва из 2010. у њему је живело 41.496 становника.

## Демографија
Према попису становништва из 2010. у граду је живело 41.496 становника, што је 296 (0,7%) становника више него 2000. године.
| Група             | 2000.          | 2010.          |
| Белци             | 28.623 (69,5%) | 23.678 (57,1%) |
| Афроамериканци    | 4.004 (9,7%)   | 5.721 (13,8%)  |
| Азијати           | 1.213 (2,9%)   | 1.391 (3,4%)   |
| Хиспаноамериканци | 6.563 (15,9%)  | 10.067 (24,3%) |
| Укупно            | 41.200         | 41.496         |